# Christoph Siegmund von Wallenrodt
Christoph Siegmund von Wallenrodt (* vor etwa 1751; † nach 1778) war ein preußischer Oberstleutnant.

## Leben

### Herkunft und Familie
Christoph Sigmund war Angehöriger der preußischen Linie des Adelsgeschlechts Wallenrodt.

### Werdegang
Christoph Siegmund von Wallenrodt trat 16-jährig in die Preußische Armee ein und hat so die Schlesischen Kriege mitgemacht, wobei er in der Schlacht bei Leuthen verwundet wurde und beim Gefecht von Maxen in Gefangenschaft geriet. Bereits 1765 wurde er im Rang eines Majors Kommandeur des III. Stehenden Grenadier-Bataillons, welches seine Garnison in Magdeburg hatte. 1771 wandte er sich erfolgreich an den König um die Offiziere seines Bataillons vor unberechtigten Vorwürfen in Schutz nehmen. In der Stellung des Bataillonskommandeurs blieb er bis 1773. Sein Nachfolger in dieser Stellung wurde Major von Romberg (1729–1809). 1773 wurde er Kommandeur des Infanterieregiments „von Lossow“ (Nr. 41). Ihm wurde 1778 vor dem 10. Dezember als Oberstleutnant aus dieser Position sein ersuchter Abschied mit einem Gnadengehalt gewährt.